# Apaturopsis cleochares
Apaturopsis cleochares är en fjärilsart som beskrevs av William Chapman Hewitson 1873. Apaturopsis cleochares ingår i släktet Apaturopsis och familjen praktfjärilar. Inga underarter finns listade i Catalogue of Life.